# Communauté de communes du golfe de Saint-Tropez
Pour les articles homonymes, voir Tropez.
La communauté de communes du golfe de Saint-Tropez est une communauté de communes française, située dans le département du Var en région Provence-Alpes-Côte d’Azur.

## Histoire

### Une coopération entre communes préexistante limitée
Avant les intercommunalités obligatoires dictées par la réforme territoriale du 16 décembre 2010, les communes du Golfe s’étaient organisées pour travailler ensemble. Avant le passage à l’intercommunalité, pour les compétences transférées, il existait déjà dix syndicats notamment le SIVOM du Pays des Maures et du Golfe de Saint-Tropez, du Littoral des Maures, du Golfe, le SIVTAS Transport et Aménagement scolaire, le Syndicat intercommunal de la Giscle, le Syndicat d’Aménagement du Préconil, le Syndicat de la Bouillabaisse, le Syndicat du Golfe de Saint-Tropez et le SIVU du Golfe de Saint-Tropez - Pays des Maures.
L'expérience du SIVOM du Pays des Maures et du Golfe de Saint-Tropez avait montré la faible implication des communes, un campanilisme prononcé. Elle interrogeait sur la nécessité pour les stations touristiques du littoral riches et très connues, parfois mondialement, de rejoindre une intercommunalité intégrée avec des communes d'arrière-pays aux moyens limités et aux préoccupations différentes.

### La création de la communauté de communes
Le 1er janvier 2013, la communauté de communes est créée conformément à l’arrêté préfectoral du 27 décembre 2012. Il s’agit d’un acte contraignant du préfet, faute d’accord politique entre les communes concernées. 
Les syndicats précités, ainsi que certains services communaux, le personnel humain et les finances afférentes, sont transférés.
Un rapport de la cour des comptes publié en 2017 pointe la trop faible acquisition des compétences transférées par la communauté de communes sans dessaisissement total des communes, ainsi que la hausse de la pression fiscale.

## Composition
La communauté de communes est composée des 12 communes suivantes :

| Nom                   | Code Insee | Gentilé              | Superficie (km2) | Population (dernière pop. légale) | Densité (hab./km2) |
| --------------------- | ---------- | -------------------- | ---------------- | --------------------------------- | ------------------ |
| Cogolin (siège)       | 83042      | Cogolinois           | 27,93            | 12 076 (2022)                     | 432                |
| Cavalaire-sur-Mer     | 83036      | Cavalairois          | 16,74            | 7 895 (2022)                      | 472                |
| La Croix-Valmer       | 83048      | Croisiens            | 22,28            | 3 832 (2022)                      | 172                |
| La Garde-Freinet      | 83063      | Fraxinetains         | 76,64            | 1 848 (2022)                      | 24                 |
| Gassin                | 83065      | Gassinois            | 24,74            | 2 674 (2022)                      | 108                |
| Grimaud               | 83068      | Grimaudois           | 44,58            | 4 557 (2022)                      | 102                |
| La Môle               | 83079      | Molois               | 45,28            | 1 502 (2022)                      | 33                 |
| Le Plan-de-la-Tour    | 83094      | Plantourians         | 36,8             | 3 068 (2022)                      | 83                 |
| Ramatuelle            | 83101      | Ramatuellois         | 35,57            | 1 889 (2022)                      | 53                 |
| Rayol-Canadel-sur-Mer | 83152      | Rayolais-Canadeliens | 6,83             | 644 (2022)                        | 94                 |
| Saint-Tropez          | 83119      | Tropéziens           | 11,18            | 3 586 (2022)                      | 321                |
| Sainte-Maxime         | 83115      | Maximois             | 81,61            | 14 394 (2022)                     | 176                |

## Démographie
| 1968   | 1975   | 1982   | 1990   | 1999   | 2006   | 2011   | 2016   | 2022   |
| ------ | ------ | ------ | ------ | ------ | ------ | ------ | ------ | ------ |
| 25 653 | 29 865 | 35 943 | 43 399 | 48 396 | 55 219 | 54 990 | 57 448 | 57 965 |

## Administration
| Période       | Période    | Identité          | Étiquette | Qualité                |
| ------------- | ---------- | ----------------- | --------- | ---------------------- |
| 2013          | avril 2014 | Jacques Sénéquier | SE        | Maire de Cogolin       |
| 30 avril 2014 | En cours   | Vincent Morisse   | DVD       | Maire de Sainte-Maxime |

### Conseillers
Le conseil communautaire de la communauté de communes se compose de 31 conseillers pour la mandature 2020-2026, répartis comme suit :
| Nombre de conseillers | Communes                                                          |
| --------------------- | ----------------------------------------------------------------- |
| 11                    | Sainte-Maxime                                                     |
| 9                     | Cogolin                                                           |
| 5                     | Cavalaire-sur-Mer                                                 |
| 3                     | Grimaud, La Croix-Valmer, Saint-Tropez                            |
| 2                     | Gassin, La Garde-Freinet, La Môle, Le Plan-de-la-Tour, Ramatuelle |
| 1                     | Rayol-Canadel-sur-Mer                                             |